# Xenoblade Chronicles
Xenoblade Chronicles, известная в Японии как Xenoblade (яп. ゼノブレイド Дзэнобурэйдо) — японская ролевая игра, разработанная компанией Monolith Soft и изданная компанией Nintendo эксклюзивно для игровой консоли Wii. Игра была анонсирована на выставке E³ в 2009 году. Изначально игра называлась Monado: Beginning of the World, но в январе 2010 года была переименована в Xenoblade, в честь Тэцуи Такахаси, который внёс существенный вклад в создание этой игры и над играми серии Xeno.
Игра была выпущена 10 июня 2010 года в Японии, 19 августа 2011 года в Европе, 1 сентября 2011 года в Австралии и 2 апреля 2012 года в Северной Америке. В 2015 году игра была портирована на New Nintendo 3DS под названием Xenoblade Chronicles 3D, 29 мая 2020 года вышла версия игры для Nintendo Switch с подзаголовком Definitive Edition.

## Игровой процесс
Было заявлено, что игра будет передавать чувство свободы для игрока, и не будет столь сосредоточена на роликах и истории, как другие подобные игры. В игре имеется открытый мир, большую часть которого можно изучить с самого начала игры. Главный дизайнер, Тэцуя Такахаси, сравнил размер мира игры с Японией, в том, что расстояние от одного конца мира к другому сопоставимо с размером японского архипелага.

## Сюжет
Действие Xenoblade Chronicles разворачивается в мире, в котором не существовало ничего, кроме безграничного океана. Так было до тех пор, пока не появилось два великих гиганта, Бионис и Мехонис. Титаны развернули между собой битву, продолжавшуюся многие века, пока не сразили друг друга смертельными ударами. С тех пор посреди безграничного океана остались лишь два безжизненных тела титанов. Спустя бесчисленное количество лет на телах титанов образовалась новая жизнь. На Бионисе появились органические гуманоиды, известные как «хом», а на Мехонисе — механические существа, названные «мехон». Так же, как и титаны, хомы Биониса и мехоны Мехониса, вели между собой непрекращающиеся войны в попытках выжить.
Центральный герой Xenoblade Chronicles — 18-летний парень Шулк, живущий в Колонии № 9 на Бионисе. Когда колонию хомов атакуют мехоны, он получает легендарный энергетический меч Монадо, который является одним из сильнейших орудий для поражения мехонов. Вместе со своими друзьями Шулк отправляется в путешествие через весь мир с целью остановить вторжение мехонов и окончить войну раз и навсегда. Вместе с ним в путь отправляются его друзья Рейн (солдат оборонительных сил Колонии № 9), Фиора (подруга детства Шулка и Рейна) и Данбан (брат Фиоры и предыдущий владелец Монадо). По пути они встречают новых компаньонов — Шарлу (медика и снайпера из Колонии № 6), Мелию (волшебницу и коронованную принцессу Высших Энтиев) и Рики (представителя расы небольших существ «нопонов», ставшего героем своей деревни).

## Оценки прессы
| Сводный рейтинг       | Сводный рейтинг                                                      |
| Агрегатор             | Оценка                                                               |
| --------------------- | -------------------------------------------------------------------- |
| GameRankings          | 91,74 % (Wii) 86,13 % (3DS)                                          |
| Metacritic            | 92/100 (Wii) 86/100 (3DS) 89/100 (Switch)                            |
| Иноязычные издания    |                                                                      |
| Издание               | Оценка                                                               |
| Edge                  | 9/10                                                                 |
| Eurogamer             | 9/10 (Великобритания) 10/10 (Швеция) 9/10 (Италия) 9/10 (Португалия) |
| Famitsu               | 36/40                                                                |
| Game Informer         | 9,5/10 (Wii) 9,0/10 (3DS)                                            |
| GameSpot              | 9/10 (Великобритания) (Wii) 8/10 (3DS) 9/10 (Switch)                 |
| GameTrailers          | 9,3/10                                                               |
| IGN                   | 9/10 (Wii) 8,7/10 (3DS) 8/10 (Switch)                                |
| Nintendo Power        | 9/10                                                                 |
| ONM                   | 92 %                                                                 |
| Русскоязычные издания |                                                                      |
| Издание               | Оценка                                                               |
| 3DNews                | 9,5/10 (Switch)                                                      |
| «IGN Россия»          | 9,5/10 (3DS) 9/10 (Switch)                                           |
| «Игромания»           | (Switch)                                                             |
| «Игры Mail.ru»        | 9,0/10 (Wii)                                                         |
| «Страна игр»          | 9,5/10                                                               |
| Награды               |                                                                      |
| Издание               | Награда                                                              |
| GameSpot              | Лучшая игра для Wii, Выбор редактора                                 |
| MMGN                  | Лучшая RPG                                                           |
| Nintendojo            | Игра года, Выбор редактора                                           |
| Nintendo Life         | Игра года для Wii (второе место)                                     |

Основываясь на множестве обзоров, Xenoblade Chronicles получила оценку 91,74 % от GameRankings и 92 из 100 от Metacritic. На декабрь 2011, игра занимает 6 место по оценкам GameRankings в 2011 году, пятое место среди всех RPG и первое место среди всех консольных RPG. Также, на декабрь 2011, игра занимает седьмое место среди всех игр на Wii по оценкам Metacritic, и четвёртое место среди всех игр по версии GameStats (уступая лишь The Legend of Zelda: Ocarina of Time, Batman: Arkham City и Soulcalibur).
IGN оценил игру в 9,0 из 10 баллов и назвал Xenoblade Chronicles лучшей японской RPG в данном поколении консолей. Metro GameCentral тоже оценил игру в 9 баллов из 10 и назвал игру лучшей JRPG в поколении консолей и большим шагом вперёд для жанра. Cubed³ оценил игру в максимальные 10 баллов, хорошо оценив саундтрек, визуальные эффекты, огромное количество настроек и соотношение цены и качества. Eurogamer поставил игре 9 из 10, подытожив обзор тем, что «Это игра, которая предлагает нам пересмотреть целый жанр, указывая на смелое будущее, но также демонстрируя своё уважение к прошлому. Это грандиозный успех», и позже избрал Xenoblade Chronicles игрой недели.
Журнал «Страна игр» поставил игре 9,5 из 10 баллов, подытожив свой обзор словами: «Xenoblade Chronicles — это главное JRPG-событие со времён Final Fantasy XII, это лучшая японская ролёвка не только на Wii, но и на всём нынешнем поколении консолей; это образец того, как можно вдохнуть жизнь в погрязший в консерватизме и самоповторах жанр, как можно даже в рамках существующих канонов создать потрясающую синергию самых разных аспектов игры. Xenoblade — это настоящий шедевр, который нельзя пропускать». Позже игра была объявлена игрой 2011 года для платформы Wii и лучшей jRPG года.
Рецензент с сайта Игры@Mail.Ru оценил игу на 9 баллов из 10 заявив, что «Xenoblade — лучшее, что произошло в жанре японских ролевых игр за последние пять лет» и, что «Xenoblade — шаг вперёд, на качественно иную ступень развития». Но при этом отмечает отсталость в графическом плане — «выглядит Xenoblade как ничем не примечательный проект для PlayStation 2».
Журнал «Игромания» поставил портативную версию игры на первое место в списке лучших игр для Nintendo 3DS.

### Продажи
За первую неделю, в Японии, было продано 83 000 копий игры. По опросу журнала Dangeki, игра была названа третьей по интересности игрой выпущенной в Японии в первой половине 2010 года. Японский журнал Famitsu поставил игре оценки 9/9/9/9, суммарно 36/40. На конец 2010 года, в Японии было продано 161 161 копия игры, что сделало её восьмой по продаваемости игрой на Wii в 2010 году.
Игра дебютировала на седьмой строчке британского игрового чарта, и на второй среди игр для Wii. По данным сайта Gamasutra, игра стала четвёртой самой продаваемой за первую неделю игрой в Великобритании.

## Переиздания

### Xenoblade Chronicles 3D
В ходе японского Nintendo Direct, 29 августа 2014 года, была анонсирована специальная версия, которая выйдет на новых ревизиях Nintendo 3DS — New Nintendo 3DS и New Nintendo 3DS XL. Игра не совместима со старыми ревизиями 3DS. Версия для New Nintendo 3DS вышла в апреле 2015 года. Портированием игры на 3DS занималась компания Monster Games.

### Xenoblade Chronicles: Definitive Edition
В сентябре 2019 года был анонсирован ремейк для консоли Nintendo Switch, релиз назначен на 29 мая 2020 года. В нём улучшена графика, изменён геймплей и интерфейс, перезаписан саундтрек и изменён визуальный стиль, который станет ближе к Xenoblade Chronicles 2, а также добавлен эпилог под названием Future Connected.

## Влияние и сиквелы игры
Шулк стал игровым персонажем кроссовера Super Smash Bros. для Nintendo 3DS и Wii U. Фиора стала игровым персонажем в кроссовере Project X Zone 2.
В 2015 году на Wii U была выпущена Xenoblade Chronicles X, которую Тэцуя Такахаси охарактеризовал как духовного наследника.
Во время презентации консоли Nintendo Switch была анонсирована Xenoblade Chronicles 2. Разработкой проекта руководит создатель серии Xeno Тэцуя Такахаси.
29 июля 2022 года вышла Xenoblade Chronicles 3, которая объединяет миры Xenoblade Chronicles и Xenoblade Chronicles 2.